# Bahnkolk Norddeich
Der Bahnkolk Norddeich ist ein geschütztes, flächenhaftes Naturdenkmal in Norddeich, einem Stadtteil von Norden, im niedersächsischen Landkreis Aurich in Ostfriesland. Es trägt die Nummer ND AUR 00120.

## Beschreibung des Gebietes
Das am 3. Juli 1987 ausgewiesene flächenhafte Naturdenkmal liegt an der Molenstraße unmittelbar südöstlich des Bahndammes nahe dem Zentrum von Norddeich. Das Gewässer ist künstlichen Ursprungs und entstand  durch Bodenabbau für den Bahndamm. Das Gebiet ist nach Ansicht des Landkreises Aurich wertvoll für angepasste Tier- und Pflanzenarten. Zudem wirkt es „belebend auf das Landschaftsbild und stellt einen Bezug zur Geschichte des Ortes dar.“

## Schutzzweck
Genereller Schutzzweck sind der „Schutz des Stillgewässers vor Veränderungen, Zerstörung und Beeinträchtigungen.“